# Синдром Вільямса
Синдро́м Ві́льямса (ще — синдром Вільямса-Бойрена англ. Williams syndrome (WS), Williams–Beuren syndrome (WBS); ще — синдром «обличчя ельфа») — синдром, що виникає унаслідок хромосомної патології. Люди, що страждають на нього, мають специфічну зовнішність і характеризуються загальною затримкою розумового розвитку, дуже низьким коефіцієнтом інтелекту (IQ), побутовою непристосованістю, при цьому володіють вільною, дуже розвиненою мовою з використанням рідкісних слів. Такі люди мають чарівні та привабливі персоналії і, як правило, схильні проявляти надзвичайний інтерес до інших людей. Розлад дефіциту уваги, проблеми з тривогою та фобії є поширеними серед людей з цим розладом. Зустрічається з частотою 1 на 7,5-20 тисяч новонароджених.
Синдром Вільямса спричинює генетична аномалія, зокрема делеція приблизно 27 генів з довгої руки хромосоми 7s. Видалена область включає 26 — 28 генів, і дослідники вважають, що втрата кількох цих генів, ймовірно, сприяє характерним особливостям цього розладу. CLIP2, ELN, GTF2I, GTF2IRD1, та LIMK1 є генами, що зазвичай видаляються у людей з цим синдромом. Зазвичай це відбувається як випадкова подія під час утворення яйцеклітини або сперми. У невеликій кількості випадків він успадковується від ураженого батька автосомно-домінантно. Діагноз, як правило, підозрюється на основі симптомів та підтверджується генетичним тестуванням.
Лікування включає спеціальні освітні програми та різні види терапії. Для виправлення проблем із серцем можуть проводитись хірургічні операції. Для боротьби з високим вмістом кальцію в крові можуть знадобитися зміни в харчуванні або ліки. Синдром вперше був описаний у 1961 році новозеландцем Джоном П. П. Вільямсом.

## Історичні відомості
Синдром описав у 1961 році новозеландський кардіолог Джон Вільямс, який виділив серед своїх пацієнтів чотирьох, у яких були виявлені подібні дефекти серцево-судинної системи, які також мали схожу зовнішність і помірну розумову відсталість. Через рік німецький лікар Алоїз Бойрен описав три нові випадки, тому часто використовують назву «синдром Вільямса-Бойрена».

## Причина
До виникнення даної патології призводить делеція генетичного матеріалу (випадіння 26 генів) у ділянці q11.23 7-ї хромосоми.
Видалена область включає більше 25 генів, і дослідники вважають, що гемізиготність цих генів, ймовірно, сприяє характерним особливостям цього синдрому. CLIP2, ELN, GTF2I, GTF2IRD1 та LIMK1 — серед генів, які зазвичай видаляються у людей із синдромом Вільямса. Дослідники виявили гемізиготність до гена ELN, який кодує білковий еластин, пов'язаний із порушеннями сполучнотканинної тканини та серцево-судинними захворюваннями (зокрема надшлуночковим аортальним стенозом та суправалвулярним стенозом легеневої артерії), виявленими у багатьох людей із цим синдромом. Недостатнє надходження еластину також може бути причиною повних щік, різкого або хрипкого голосу, гриж і дивертикулітів сечового міхура, які часто зустрічаються у хворих на синдром Вільямса. Дослідження дозволяють припустити, що гемізиготність у LIMK1, GTF2I, GTF2IRD1 та, можливо, інших генах може допомогти пояснити характерні труднощі із виконанням візуально-просторових завдань такими пацієнтами. Крім того, є дані про те, що гемізигітність у кількох із цих генів, включаючи CLIP2, може сприяти унікальним поведінковим особливостям, розумовим порушенням та іншим труднощам, які спостерігаються при синдромі Вільямса.

## Клінічні ознаки

### Особливості зовнішності

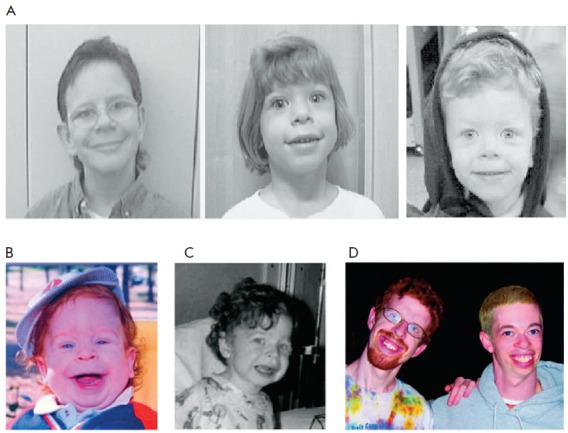
Характеристики синдрому Вільямса

Хворі мають особливу будову обличчя, у спеціальній літературі її називають «обличчям ельфа», оскільки воно нагадує обличчя ельфів в їх традиційному, фольклорному варіанті. Для них характерні широкий лоб, розліт брів по середній лінії, опущені вниз повні щоки, великий рот з повними губами (особливо нижня), пласке перенісся, своєрідна форма носа з пласким тупим кінцем, маленьке, трохи загострене підборіддя.
 Очі часто яскраво-блакитні із зірчастою картиною райдужки та склерами синюватого кольору. Розріз очей своєрідний, з припухлостями навколо повік.

Для старших дітей характерні довгі, рідкі зуби.
Подібність осіб до зовнішності ельфів посилює посмішка, яка ще більше підкреслює набряклість повік і своєрідну будову рота.
Жодна з цих рис не є обов'язковою, але їх загальне поєднання завжди присутнє.

### Ознаки з боку внутрішніх органів
Частою знахідкою є аортальна вада серця. Клінічно проявляється як стеноз аорти, з наявністю через це гіперкапнії з появою періодично головного болю, гіпертензії, епізодів дихальних розладів, задишки.
Через велику кількість генів, яких не вистачає людям із синдромом Вільямса, існує чимало впливів на мозок, включаючи порушення роботи мозочка, правої тім'яної частки та лівої лобової коркової ділянки. Ця закономірність узгоджується із зорово-просторовими порушеннями та проблемами поведінки, що часто спостерігаються при синдромі Вільямса.
Офтальмологічні проблеми поширені при синдромі Вільямса: до 75 % хворих у деяких дослідженнях мають косоокість (нерівність очей), особливо езотропію, внаслідок властивої субнормальної зорової функції бінокулярної системи та когнітивного дефіциту візуально-просторової побудови. Люди з синдромом Вільямса мають проблеми із обробкою візуальної інформації, але це пов'язано із труднощами у вирішенні складних просторових відносин, а не з зором як таким.

### Психологічні особливості

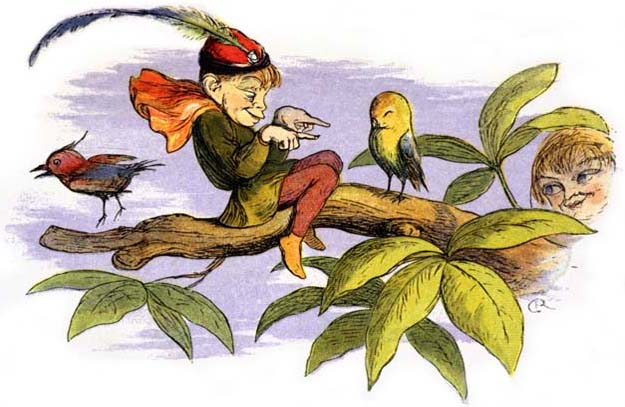
Бідний маленький пташиний Дразник, ілюстратор епохи вікторіанської епохи Річард Дойл, зображує ельфа з рисами обличчя, пов'язаними з синдромом Вільямса

Для цього синдрому характерний дефіцит наочно-образного мислення. Розумові порушення спостерігають також у вербальних здібностях.
У людей з синдромом Вільямса фіксують більш високий рівень тривожності, а також розвиток фобій, що може бути пов'язано з гіперакусисом (висока чутливість до певних частот звуку). У порівнянні з іншими дітьми із затримкою розвитку, у дітей із синдромом Вільямса виявляється значно більша кількість фобій. Синдром Вільямса також сильно пов'язаний з синдромом порушення активності та уваги та пов'язаними з ним психологічними симптомами, такими як погана концентрація, гіперактивність та соціальна дезінбація.
Незважаючи на свої фізичні та когнітивні вади, люди з синдромом Вільямса виявляють вражаючі соціальні та комуникативні здібності. Пацієнти Вільямса можуть мати дуже великий словесний запас відносно свого рівня IQ. Наприклад, якщо дітей із синдромом Вільямса попросять назвати набір тварин, вони цілком можуть перелічити великий асортимент таких істот, як коала, шаблезубий тигр, грифон, єдиноріг, морський лев, як, ібекс та бронтозавр, що набагато більше, ніж можна було б очікувати від дітей з IQ на рівні 60. Деякі інші сильні сторони, які були пов'язані з синдромом Вільямса — це слухова короткочасна пам'ять та навички розпізнавання обличчя. Люди з синдромом Вільямса, як правило, використовують мовлення, багате емоційними дескрипторами, високим вмістом просодії (перебільшений ритм та емоційна напруженість), і таке, що має незвичні терміни та дивні ідіоми.
Серед характерних рис людей із синдромом Вільямса — очевидний брак «соціального гальмування». Встановлено, що 100 % тих, хто страждає синдромом Вільямса, були доброзичливими, 90 % шукали компанії інших, 87 % співпереживають болю інших, 84 % — турботливі, 83 % — безкорисливі / прощають, 75 % ніколи не залишаються непоміченими в групі, і 75 % раді, коли інші є успішними. Немовлята з синдромом Вільямса здійснюють нормальний контакт очима, а маленькі діти з Вільямсом часто підходять і обіймають незнайомців. Люди, уражені синдромом Вільямса, зазвичай мають високу емпатію і у них рідко спостерігаються прояви агресії. Високий рівень дружелюбності, що спостерігається у людей з синдромом Вільямся часто є неприйнятним для соціальних норм, і тому і підлітки, і дорослі з синдромом Вільямса часто відчувають соціальну ізоляцію, розчарування, і самотність, незважаючи на їх чітке бажання спілкуватися з іншими людьми.

### Суспільство та культура
Прикметник «ельфін», можливо, зародився для опису рис обличчя людей із синдромом Вільямса; перш ніж зрозуміти наукову причину синдрому Вільямса, люди вірили, що люди з синдромом, які мають надзвичайно чарівні та добрі особистості характеру, мають надзвичайні, навіть магічні сили. Існує теорія, що люди з цим синдромом і є основою для походження фольклору про ельфів, фей та інших форм «добрих істот» або «віл-фолк», присутніх в англійському фольклорі. Однак, лікарі, члени сім'ї осіб із синдромом Вільямса, а також асоціації синдрому Вільямса закликали до скорочення використання термінів «ельф» та «синдром коктейльної вечірки» (що використовується через дружній характер людей з синдромом).
Відома людина із синдромом — Габріель Маріон-Рівард, канадська актриса та співачка, яка отримала нагороду «Canadian Screen Awards» за кращу актрису 2014 року за свою гру у фільмі «Габріель».